# Flandern-Rundfahrt 1959
Die Flandern-Rundfahrt 1959 war die 43. Austragung der Flandern-Rundfahrt, ein belgisches Eintagesrennen im Straßenradsport. Es wurde am 30. März 1959 über eine Distanz von 242 km ausgetragen. Sieger wurde Rik Van Looy aus Belgien.

## Rennen
143 Radrennfahrer stellten sich dem Starter in Gent, Zielort war Wetteren. Die Flandern-Rundfahrt gehörte zur Rennserie Super Prestige Pernod 1959. Markante Punkte der Strecke waren wiederum die Anstiege zum Kwaremont, zum Kruisberg und die Mauer von Geraardsbergen. Bis zum Ziel hatte sich eine Kopfgruppe von 32 Fahrern gebildet. Rik Van Looy hatte sechs Domestiken dabei und diese bereiteten den Sprint für ihn vor. In dieser Rennphase startete Gilbert Desmet einen Ausreißversuch, Schoubben und Van Looy konnten folgen. Seine hohe Endgeschwindigkeit verschaffte Van Looy dann den Sieg. 62 Fahrer erreichten das Ziel.

## Ergebnis
| Platz | Fahrer              | Team                             | Zeit              |
| ----- | ------------------- | -------------------------------- | ----------------- |
| 1.    | Rik Van Looy        | Faema–Guerra                     | 6: 14: 00 Stunden |
| 2.    | Frans Schoubben     | Peugeot                          | gl. Zeit          |
| 3.    | Gilbert Desmet      | Faema–Guerra                     | + 0:03 min.       |
| 4.    | Arthur De Cabooter  | Groene Leeuw–Sas-Sinalco         | + 0:10 min.       |
| 5.    | Jaap Kersten        | Magneet–Vredestein               | gl. Zeit          |
| 6.    | Edgard Sorgeloos    | Faema–Guerra                     | gl. Zeit          |
| 7.    | Jean-Claude Annaert | Rapha–Gem–Dunlop                 | gl. Zeit          |
| 8.    | Norbert Vantieghem  | Flandria–Dr.Mann                 | gl. Zeit          |
| 9.    | Seamus Elliott      | Helyett–Leroux–Fynsec–Hutchinson | gl. Zeit          |
| 10.   | Henri Denijs        | Groene Leeuw–Sas-Sinalco         | gl. Zeit          |